# Dioctria aestivis
Dioctria aestivis là một loài ruồi trong họ Asilidae. Dioctria aestivis được Esipenko miêu tả năm 1970.